# Hans Hedtoft
Hans Christian Hedtoft Hansen, född 21 april 1903 i Århus, död 29 januari 1955 i Stockholm, var en dansk socialdemokratisk politiker,  statsminister från 13 november 1947 till 30 oktober 1950 och igen från 30 september 1953 till sin död.
Hans Hedtoft kom i lära i ett tryckeri i Aarhus och blev litograf, men snart började han sin karriär inom den danska fackföreningsrörelsen, blev ordförande i Aarhus lärlingsförening och vice ordförande i lärlingarnas landsförbund 1919. Under splittringen inom socialdemokratiska partiet från 1920 tog Hedtoft kraftigt parti mot kommunisterna och blev en av de ledande i kampen mot dem som resesekreterare och ordförande i Danmarks socialdemokratiske Ungdom från 1922. Sedan de kommunistiska hotet under 1920-talet avvärjts, blev Hedtoft 1929 sekreterare i Socialdemokratisk Förbund och i partiets riksdagsgrupp samt invaldes 1935 i Folketinget. Från 1939 var han socialdemokratiska partiets ordförande, och sågs som Thorvald Staunings närmaste man. Samtidigt som han befäste sin ställning i det danska socialdemokratiska organisationsarbetet, bland annat som ledare av informationsavdelningen, tog Hedtoft verksam del i det internationella socialdemokratiska arbetet och i hjälpen åt offren för diktaturerna. Den tyska ockupationen 1940 drabbade svårt Hedtoft personligen, och efter tyska krav måste han 1941 avgå från ordförandeposten och från sina uppdrag i fackföreningsrörelsen. Han var medlem av bryggeriet Stjernens direktion 1941–1945. Hedtoft hade tidigt inom socialdemokratiska partiet tillkännagivit sin fruktan för nazistisk infiltration, och det föll sig naturligt, att han, tillsammans med kollegan H.C. Hansen, efterhand kom i närmare kontakt med motståndsrörelsen, varvid han under sista delen av ockupationen avlade illegalt besök hos den svenska regeringen för att tillförsäkra Danmark vapenhjälp och diskutera efterkrigsproblem. I Vilhelm Buhls samlingsregering 1945 var Hedtoft arbets- och socialminister, blev ordförande i socialdemokratiska partiet och ledde riksdagsgruppen i opposition mot Venstre-regeringen under Knud Kristensen, främst i ekonomiska frågor och beträffande det sydslesvigska problemet. Efter valet 1947 bildade Hedtoft en rent socialdemokratisk regering. Regeringens brist på fast majoritet i Folketinget förde Hedtoft personligen i förgrunden under omfattande förhandlingsarbete med oppositionen, där hans skicklighet i att kompromissa starkt framträdde. I utrikespolitiska frågor tog Hedtoft direkt ledningen. Vid sin resa till Grönland sommaren 1948 lyckades Hedtoft lugna grönländarna och lägga grunden till en friare politik gentemot Grönland. Under förhandlingarna om nordiskt försvarsförbund verkade Hedtoft som förmedlare outtröttligt för att skapa ett sådant förbund, tills han för tillfället måste uppge denna plan och genomförde Danmarks anslutning till NATO. I sydslesvigska frågan nekade Hedtoft att följa oppositionens krav och höll fast vid den politik, som angavs i den danska noten av 19/10 1946.